# Diaspor
Diaspor (Haüy, 1801), chemický vzorec α-AlO(OH), je kosočtverečný minerál.

Název pochází z řeckého διασπείρειυ (diaspeírein) – rozptylovat, protože se ve dmuchavce rozpadá.
Název Zultanit je synonymum diasporu.

## Původ
- sedimentární – typický konečný produkt diageneze (zpevňování) bauxitových ložisek vzniklých v tropickém podnebí zvětráváním aluminosilikátových hornin.
- metamorfní - produkt hydrotermální alterace metamorfovaných a magmatických hornin bohatých na Al (alkalické pegmatity).

## Morfologie
Krystaly tabulkovité ve směru {010} s rýhovanými plochami, prodloužené až jehlicovité ve směru [001], až 40 cm velké. Dvojčatí podle {021} a vytváří srdcovitá a pseudohexagonální dvojčata. Agregáty tabulkovité, masivní, náteky a krápníky.

## Vlastnosti
- Fyzikální vlastnosti: Tvrdost 6,5–7, křehký, hustota 3,3–3,5 g/cm³, štěpnost velmi dobrá podle {010}, nedokonalá podle {110}, lom lasturnatý.
- Optické vlastnosti: Barva: bezbarvý, bílá, žlutá, růžová, červená, fialová, šedá. Lesk diamantový, skelný, perleťový na štěpných plochách, průhlednost: průhledný až průsvitný, vryp bílý.
- Chemické vlastnosti: Složení: Al 44,97 %, H 1,69 %, O 53,34 %. V plameni dmuchavky se rozstřikuje, ale netaví se. Rozpouští se v HF, ale jen těžce.

## Podobné minerály
- gibbsit

## Parageneze
- korund, magnetit, margarit, chloritoid, spinel, chlorit, gibbsit, böhmit, sillimanit, lepidokrokit, hematit, kaolinit, halloysit

## Využití
Zdroj hliníku, výroba ohnivzdorných materiálů.

## Naleziště
V bauxitech a krystalických břidlicích celkem běžný minerál.
- Česko – Rychnov nad Kněžnou, Vernéřov
- Slovensko – Banská Belá, Banská Štiavnica
- Rakousko – Greiner
- Rusko – Jekatěrinburg, Ural; pohoří Chibiny a Lovozerské tundry na Kolském poloostrově
- USA – Bisbee, Arizona;
- a další.